# WEAR Off
『WEAR Off』（ウェア・オフ）は、AIRの1枚目となるオリジナル・フルアルバム。
車谷浩司がAIR名義で発売した1枚目のオリジナルアルバムである。

## 収録曲
全作詞・作曲：車谷浩司
1. RAINBOW
2. UNDER THE SUN
3. COMMUNICATION
4. NO KIDDING?
5. 7 & 4
6. SOMEHOW
7. DOUBT
8. HAIR DO
9. AIR (Re-mixed by audio active)

| スタブアイコン | サブスタブ | この項目は、まだ閲覧者の調べものの参照としては役立たない、アルバムに関連した書きかけの項目です。この項目を加筆・訂正などしてくださる協力者を求めています（P:音楽/PJ:アルバム）。 |